# بروس هوارد
بروس هوارد هو سياسي كندي، ولد في 5 ديسمبر 1922 في كندا، وتوفي في 11 سبتمبر 2002. حزبياً، نشط في الحزب الليبرالي الكندي. وقد انتخب عضو مجلس العموم الكندي.